# Persicaria longiflora
Persicaria longiflora är en slideväxtart som först beskrevs av Courchet, och fick sitt nu gällande namn av A.E. Borodina-grabovskaya. Persicaria longiflora ingår i släktet pilörter, och familjen slideväxter. Inga underarter finns listade i Catalogue of Life.